# Saint-Mathurin
Saint-Mathurin ist eine französische Gemeinde mit 2.443 Einwohnern (Stand: 1. Januar 2022) im Département Vendée in der Region Pays de la Loire; sie gehört zum Arrondissement Les Sables-d’Olonne und zum Kanton Talmont-Saint-Hilaire (bis 2015: Kanton La Mothe-Achard). Die Einwohner werden Mathurinois genannt.

## Geographie
Saint-Mathurin liegt etwa 24 Kilometer südwestlich von La Roche-sur-Yon und etwa neun Kilometer nordöstlich von Les Sables-d’Olonne. Die Gemeinde wird im Norden von der Auzance und im Süden von der Vertonne begrenzt. Umgeben wird Saint-Mathurin von den Nachbargemeinden Vairé im Norden und Nordwesten, Les Achards mit La Chapelle-Achard im Osten, Grosbreuil im Südosten, Sainte-Foy im Süden, Olonne-sur-Mer im Südwesten sowie L’Île-d’Olonne im Westen.

## Bevölkerungsentwicklung
| Jahr      | 1962 | 1968 | 1975 | 1982 | 1990 | 1999 | 2006 | 2012 |
| Einwohner | 811  | 783  | 756  | 1075 | 1137 | 1256 | 1623 | 2080 |

## Sehenswürdigkeiten

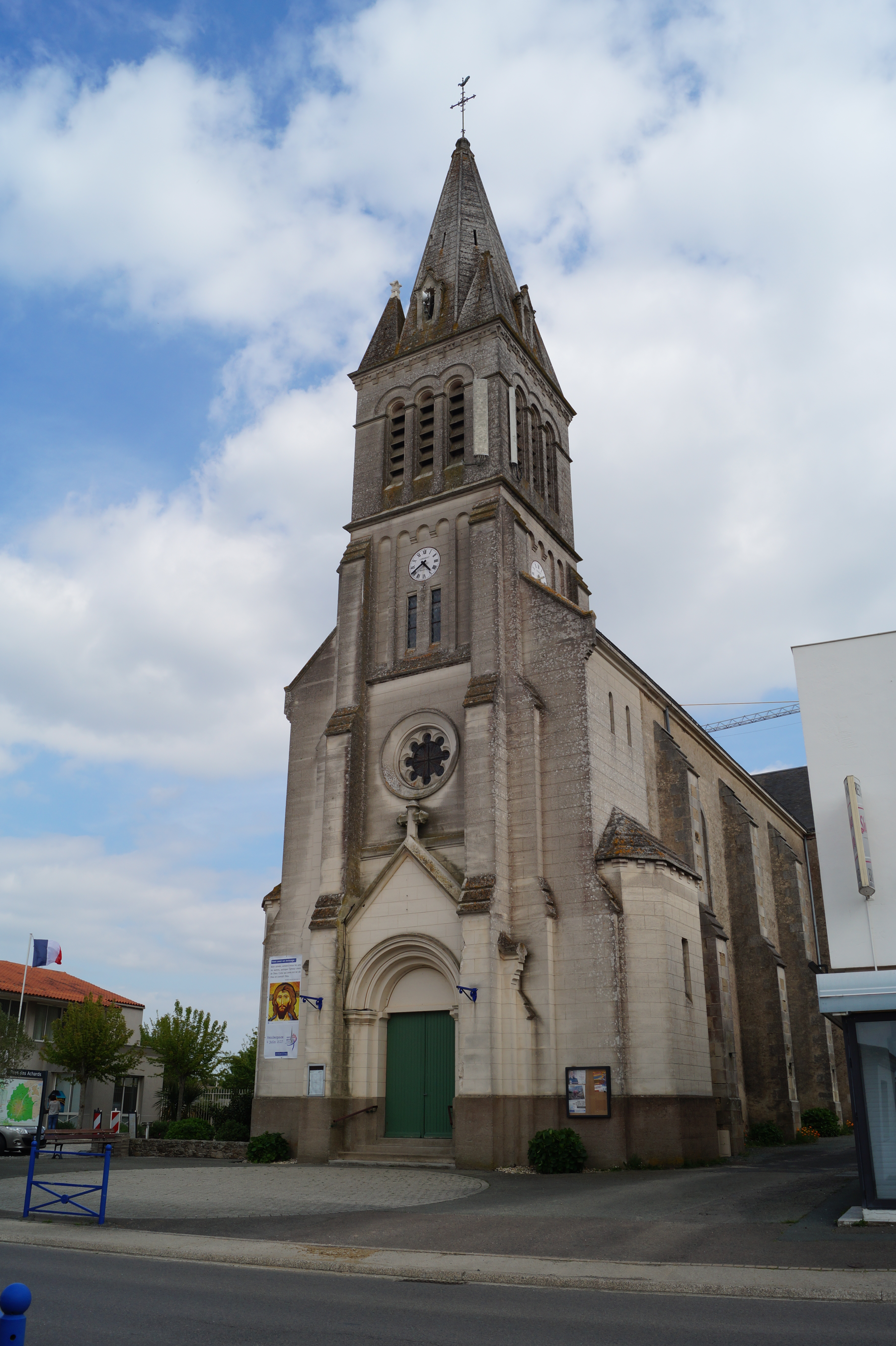
Kirche Saint-Mathurin

- Kirche Saint-Mathurin von 1905